# Окиншевич, Лев Александрович
Лев Александрович Окиншевич (псевдоним — Leo Yaresh; 25 января 1898, Санкт-Петербург — 7 ноября 1980, Гилкрест Хиллс, штат Мэриленд, США) — украинский правовед, исследователь государственных институтов Гетманщины. Один из лидеров американского украиноведения в послевоенное время. Также разработчик белорусской юридической терминологии. По национальности — белорус.

## Биография
Родился в смешанной белорусско-чешской семье. Учился в Коллегии Павла Галагана, после окончания школы прапорщиков — на Румынском фронте Первой мировой войны.
Окончил 1921 юридический факультет Киевского института народного хозяйства, куда переведен из Киевского университета, расформированного коммунистами. По рекомендации академика Н. Василенко, работал учёным, сотрудником Комиссии для изучения истории западно-русского и украинского права ВУАН. В 1922–1929 исполнял обязанности секретаря Комиссии. Одновременно (1925–1928) учился в аспирантуре Научно-исследовательской кафедры истории Украины ВУАН. С 1929 — директор издательства ВУАН, а с 1931 — заместитель секретаря Социально-экономического отдела ВУАН.
С началом Голода, подвергается огульной критике со стороны советского режима. С 1933 г. — профессор истории Нежинского педагогического института, где он временно укрылся от преследований НКВД. Но в ноябре того же года, по настоянию сталинских спецслужб, отстранён от должности как неблагонадежный. После этого фактически сбежал из Украины, работал юрисконсультом в Казахстане, оборвав все академические связи:
Во время Второй мировой войны принудительно мобилизован, попал в плен в Украине, но на оккупированной территории перебрался в Киев, где смог возобновить научную деятельность на юридическом факультете Киевского университета, работал юрисконсультом в Городской Управе Киева, был коллаборантом. В 1943 г. уехал в Германию. Был избран деканом юридического факультета Украинского свободного университета в Мюнхене. В июне 1949 переселился в США, постоянно жил в Нью-Йорке. С 1954 по 1969 работал каталогизатором и библиотекарем в Библиотеке Конгресса США (Вашингтон). Принимал участие в деятельности НОШ в Америке, Общества украинских юристов в США и ряда вторых научных институтов украинской эмиграции.

## Работы
- Окиншевич Лев / Введение в науки о правогосударстве, Мюнхен: Украинский Свободный Университет; с. Учебники, ч. 10, 1987, с. 223 / 1917-1920 / B-103
- Окиншевич Лев / Моя академическая работа в Украине, Львов: НТШ, 1995, ISBN 5-7707-8503-9, с. 88 / 4254 / B-364
- Окиншевич Лев / Обзор истории философии права, часть 1, Мюнхен: Украинский Свободный Университет, 1948, с. 130 /

Научное признание Окиншевичу принесли его труды по истории государственного права, развитию государственно-правовых институтов Украины-Гетманщины, проблем методологии юридической науки: «старшинская Рада на Гетманщине» (1924), «Генеральная старшина на Левобережной Украине XVII—XVIII ст.» (1926), «Центральные учреждения Украины-Гетманщины XVII—XVIII века.» (ч. 1-2, 1929–1930), «Лекции по истории украинского права. Право государственное. Эпоха сословного общества» (1947), «Значительное военное общество на Украине-Гетманщине XVII—XVIII века», «Обзор истории философии права» (обе — 1948), «Вступление к науке о праве и государстве» (1949) и другие. Ряд трудов ученого опубликованы на белорусском языке, ему принадлежат научные приоритеты в исследовании прав, статуса белорусского казачества, проблем становления белорусской юридической терминологии. В его активе также принадлежат произведения библиографического характера, в частности анализ историографии СССР по истории США и Латинской Америки. «Моя академическая работа на Украине» (1955).
Автор подробных автобиографических мемуаров «Воспоминания умирающего человека» (1977-1980, напечатана в 1995 в Львове).